# ФК Хибърниън
ФК Хибърниън (на английски: Hibernian Football Club) е шотландски професионален футболен отбор от столицата Единбург.

## Успехи

### Национални
- Шотландска премиър лига
  -  Шампион (4): 1902 – 03, 1947 – 48, 1950 – 51, 1951 – 52
  -  Вицешампион (6): 1896 – 97, 1946 – 47, 1949 – 50, 1952 – 53, 1973 – 74, 1974 – 75
  -  Бронзов медал (14): 1895 – 96, 1897 – 98, 1899 – 1900, 1900 – 01, 1924 – 25, 1948 – 49, 1967 – 68, 1969 – 70, 1972 – 73, 1994 – 95, 2000 – 01, 2004 – 05, 2020 – 21, 2024 - 25
- Чемпиъншип (Втора дивизия (до 1975)/Първа дивизия (след 1975)
  -  Шампион (5): 1893 – 94, 1894 – 95, 1932 – 33, 1980 – 81, 1998 – 99
- Купа на Шотландия
  -  Носител (3): 1886 – 87, 1901 – 02, 2015 – 16
  -  Финалист (12): 1895 – 96, 1913 – 14, 1922 – 23, 1923 – 24, 1946 – 47, 1957 – 58, 1971 – 72, 1978 – 79, 2000 – 01, 2011 – 12, 2012 – 13, 2020/21
- Купа на Лигата:
  -  Носител (3): 1972 – 73, 1991 – 92, 2006 – 07
  -  Финалист (7): 1950 – 51, 1968 – 69, 1974 – 75, 1985 – 86, 1993 – 94, 2003 – 04, 2015 – 16
- Лятна купа:
  -  Носител (2): 1941, 1964
  -  Финалист (2): 1942, 1945
- Купа на Южната лига:
  -  Носител (1): 1944
- Купа Дриброут:
  -  Носител (2): 1974, 1975
- Купа на коронацията:
  -  Носител (1): 1953

### Международни
- Купа на панаирните градове
  - 1/2 финалист (1): 1960/61
- КЕШ:
  - 1/2 финалист (1): 1955/56
- Интертото:
  - Финалист (1): 2006

## Известни бивши футболисти
- Джордж Бест
- Улисес де ла Крус
- Гари О'Конър
- Анди Горъм
- Стив Арчибалд
- Скот Браун